# Contea di Fuyun
La contea di Fuyun (富蕴县S) o contea di Koktokay è una contea della Cina, situata nella regione autonoma di Xinjiang e amministrata dalla prefettura di Altay.